# Plesiochelys
Plesiochelys is een geslacht van uitgestorven Europese en Aziatische schildpadden uit het Laat-Jura.

## Naamgeving

### Plesiochelys etalloni
In het begin van de negentiende eeuw vond een plaatselijke pastoor bij Lect, nabij Moirans-en-Montagne, het fossiele schild van een schildpad. Het stuk werd onder de hoede genomen van Joseph Célestin Girod, vicaris-generaal van de diocees Saint-Claude. Tegen 1857 bestudeerde de geoloog Claude Auguste Étallon het fossiel en liet er verschillende afgietsels van maken die hij aan belangstellende musea deed toekomen. In 1857 benoemden François Jules Pictet de la Rive en Aloïs Humbert op basis van zo'n afgietsel, het plastotype MH 435, de soort Emys etalloni.

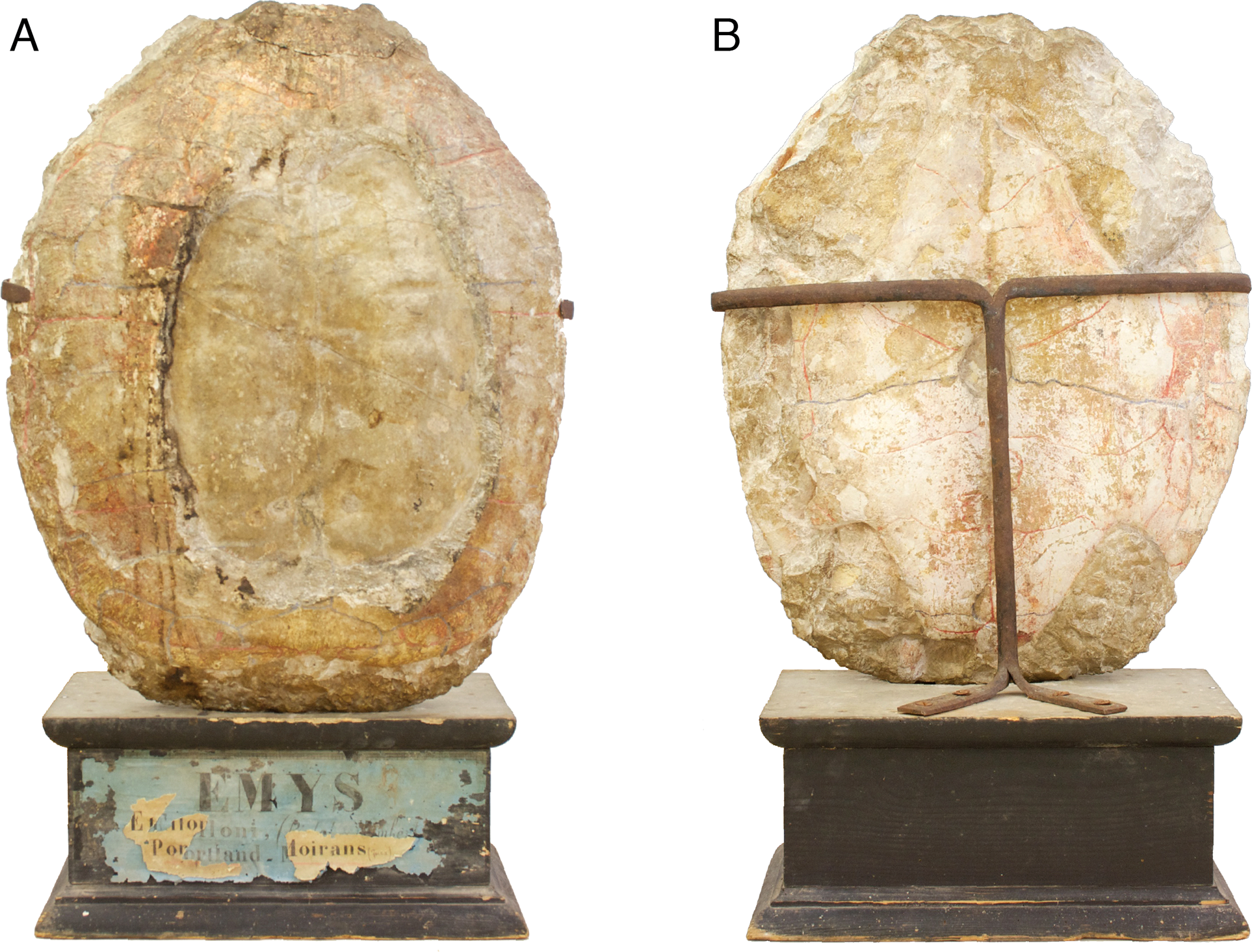
Het holotype

Bisschop Mabile gaf het stuk rond 1858 aan Mr. Thiébaud, een lid van de Société d’émulation du Doubs die het weer plaatste in het museum van Besançon. Girod protesteerde hiertegen en kreeg het fossiel weer terug. In 1863 overleed hij en vele jaren werd aangenomen dat het stuk verloren gegaan was. In feite verkocht Girod het specimen aan een particuliere verzamelaar om de restauratie van zijn kerk te bekostigen. De familie van de verzamelaar behandelde het als een erfstuk totdat het in 1994 door het echtpaar Lacroix gedoneerd werd aan het Musée d’archéologie du Jura in Lons-le-Saunier. Pas begin eenentwintigste eeuw ontdekte paleontologe Sylvie Deschamps dat het nog bestond.
In 1873 benoemde Rütimeyer het aparte geslacht Plesiochelys, wat 'dichter bij de schildpad' betekent. De typesoort is Emys etalloni. De combinatio nova is Plesiochelys etalloni. Het holotype is MAJ 2005-11-1, een schild.
Rütimeyer benoemde in 1873 nog drie andere soorten op basis van exemplaren in de Jura gevonden: Plesiochelys solodurensis, Plesiochelys sanctaeverenae en Plesiochelys langii. Deze worden nu beschouwd als jongere synoniemen van P. etalloni, evenals Plesiochelys solodurensis langenbergensis Oertel, 1924. Omdat het holotype verloren gewaand werd, is wel P. solodurensis als typesoort beschouwd. Een jonger synoniem van P. etalloni is ook Plesiochelys menki, een hernoeming van Emys menkei Romer.
De geslachten Parachelys, Tholemys en Wincania worden als jongere synoniemen van Plesiochelys beschouwd.

### Verdere soorten
In 1873 hernoemde Rütimeyer Emys jaccardi Pictet, 1860 tot een Plesiochelys jaccardi. In 1988 werd deze soort geplaatst in het geslacht Craspedochelys. In 1898 benoemde Sauvage een Plesiochelys choffati op basis van specimen MG-LNEG28. Dit is een jonger synoniem van C. jaccardi. In 1964 hernoemde Kuhn Tholemys passmorei Andres, 1921 tot een Plesiochelys passmorei. In 2017 werd ook deze soort in het geslacht Craspedochelys geplaatst.
In 1878 benoemde Portis een Plesiochelys minor op basis van de syntypen GZG 769-7 en GZG 769-8, gevonden bij Hanover. Dit wordt tegenwoordig beschouwd als een nomen dubium.
In 1888 hernoemde Lydekker Pleuristernon latiscutatum Owen 1853, gebaseerd op specimen DORCM G. 80, tot een Plesiochelys latiscutata.
In 1889 benoemde Richard Lydekker een Plesiochelys valdensis op basis van specimen BMNH 28967, een schild gevonden op Wight. Dezelfde herkomst heeft Plesiochelys vectensis, gebaseerd op specimen BMNH R6683, een schild, en benoemd door Hooley.
In 1915 benoemde Oertel een Plesiochelys minima op basis van een nu verloren gegaan schild gevonden bij Kelheim. Dit wordt tegenwoordig als een nomen dubium beschouwd.
In 1924 benoemde Oertel een Plesiochelys oblonga en een Plesiochelys pumilio, beide gebaseerd op resten uit Holzen die nu kwijt zijn; beide soorten worden als nomina dubia beschouwd.
In 1937 benoemde Bergounioux een Plesiochelys normandicus, waarvan het holotype tijdens de Tweede Wereldoorlog vernietigd is door een bombardement. De naam werd in 1964 geëmendeerd tot Plesiochelys normandica aangezien chelys vrouwelijk is. Hetzelfde lot was het holotype van Emys dolfusi Lennier 1870 beschoren dat wel eens dezelfde soort zou kunnen vertegenwoordigen.
In 1963 benoemde Yeh een Plesiochelys kwanganensis gebaseerd op holotype  IVPP V997, een schild. In 1973 benoemde Yeh een Plesiochelys oshanensis. Het holotype is IVPP V4444, een schild en plastron. Beide exemplaren zijn gevonden in China.
In 2017 benoemde Puntener een Plesiochelys bigleri gebaseerd op holotype MJSN TCH007-252, een skelet. De soortaanduiding eert de preparateur Pierre Bigler.
In 2017 hernoemde Jérémy Anquetin Chelone anciceps Owen 1842, ontdekt in de Kimmeridge Clay van Engeland, tot een Plesiochelys anciceps. Het holotype is OUMNH J.1582, een schedel met wat halswervels.

## Fylogenie
Een recente studie plaatste Plesiochelys als een lid van de Angolachelonia en buiten de Testudines.